# Chavarzaq
Chavarzaq (persiska: چورزق, چورزَق) är en ort i Iran.   Den ligger i provinsen Zanjan, i den nordvästra delen av landet, 280 km nordväst om huvudstaden Teheran. Chavarzaq ligger 487 meter över havet och antalet invånare är 1 343.
Terrängen runt Chavarzaq är kuperad söderut, men norrut är den bergig.Runt Chavarzaq är det ganska glesbefolkat, med 47 invånare per kvadratkilometer. Närmaste större samhälle är Āb Bar, 19,5 km öster om Chavarzaq. Trakten runt Chavarzaq består i huvudsak av gräsmarker.